# Caprellinoides
Genre
Caprellinoides est un genre de crustacés amphipodes de la famille des Caprellidae et de la sous-famille des Phtisicinae.

## Liste des espèces
- Caprellinoides elegans K.H. Barnard, 1932
- Caprellinoides mayeri Pfeffer, 1888
- Caprellinoides singularis Guerra-García, 2001
- Caprellinoides tristanensis Stebbing, 1888

Noms en synonymie
- Caprellinoides antarcticus Schellenberg, 1926, un synonyme de Caprellinoides tristanensis Stebbing, 1888
- Caprellinoides spinosus K.H. Barnard, 1930, un synonyme de Caprellinoides mayeri Pfeffer, 1888